# Meioneta manni
Meioneta manni är en spindelart som beskrevs av Crawford och Edwards 1989. Meioneta manni ingår i släktet Meioneta och familjen täckvävarspindlar. Inga underarter finns listade i Catalogue of Life.